# Zanigrad
Zanigrad – wieś w Słowenii, w gminie miejskiej Koper. miejscowość jest niezamieszkana.